# Гривко, Никита Дмитриевич
Никита Дмитриевич Гривко (13 июня 1906, Мачеха, область Войска Донского — не ранее 1968) — советский хозяйственный, государственный и политический деятель, Герой Социалистического Труда.

## Биография
Родился в 1906 году в селе Мачеха (ныне — в Киквидзенском районе Волгоградской области). Член КПСС.
С 1920 года — на хозяйственной, общественной и политической работе. В 1920—1967 годах — батрак, агроном, организатор сельскохозяйственного производства в Ростовской и Сталинградской областях, директор Новосибирского областного треста молочных совхозов, директор совхозов «Мазуровский» и имени Ленина Кемеровского района Кемеровской области, директор свиноводческого совхоза «Ударник», директор совхоза «Заря» Промышленновского района Кемеровской области.
Указом Президиума Верховного Совета СССР от 22 марта 1966 года присвоено звание Героя Социалистического Труда с вручением ордена Ленина и золотой медали «Серп и Молот».
Избирался депутатом Верховного Совета РСФСР 6-го созыва. Делегат XXII съезда КПСС.
Умер после 1967 года.